# 320
320 (CCCXX) je bilo prestopno leto, ki se je po julijanskem koledarju začelo na petek.

## Dogodki
- Čandragupta se okrona za kralja Severne Indije.